# Wertparameter
Wertparameter (engl. call by value oder pass by value) sind Parameter von Unterprogrammen, die Kopien der beim Aufruf übergebenen Argumente speichern. Neben Wertparametern stellen Programmiersprachen oft auch Referenzparameter zur Verfügung, die nur einen anderen Namen (Alias) für die übergebenen Argumente bilden und die Veränderung dieser erlauben können.

## Beispiel
Die Programmiersprache C verwendet stets Wertparameter.
Funktionsdefinition:
```
void
 
unwirksamerTausch
(
int
 
p1
,
 
int
 
p2
)
 
{

    
int
 
tmp
 
=
 
p1
;

    
p1
 
=
 
p2
;

    
p2
 
=
 
tmp
;

}

```

Funktionsaufruf:
```
 
int
 
a1
 
=
 
1
;
 
int
 
a2
 
=
 
2
;

 
unwirksamerTausch
(
a1
,
 
a2
);

 
printf
(
"%i, %i"
,
 
a1
,
 
a2
);

```

Ausgabe:
```
1, 2
```

Die Werte der Variablen a1 und a2 werden bei der Übergabe an die Funktion unwirksamerTausch in deren Parameter p1 und p2 kopiert und nur innerhalb dieser vertauscht.
Felder werden in C stets als Zeiger angelegt und dieser, nicht das Feld, als Wertparameter übergeben. Auch Zeiger werden also als Wertparameter übergeben, Zeigerargumente also in die Funktionsparameter kopiert. Mit diesen Parametern können aber, aufgrund der Zeigernatur, die nicht zur Funktion gehörenden Daten verändert werden. Dies ist nicht gleichbedeutend mit einem call by reference, bietet aber ähnliche Möglichkeiten.

## Implementierung
Wird eine Zuweisung innerhalb des Unterprogrammes an einen Wertparameter vorgenommen, muss ein Compiler beim Unterprogrammaufruf eine Kopie des Parameters erzeugen. Hierfür ist sowohl Speicherplatz als auch Ausführungszeit erforderlich. Bei größeren Datenstrukturen, wie z. B. großen Feldern, kann dies problematisch sein.
Optimierende Compiler können automatisch ermitteln, ob eine solche Kopie nötig ist und gegebenenfalls darauf verzichten.

## Verwendende Programmiersprachen (Auszug)
- Java
- C
- C++
- C#
- Pascal
- Modula-2
- Ada
- PHP